# 4號堪薩斯州州道
4號堪薩斯州州道（英語：Kansas State Highway 4，簡稱K-4）為美国堪薩斯州一條東西向的州级公路，也是該州最長的州级公路。西起斯科特縣斯科特城北方的83号美国国道，東至傑佛遜縣諾頓維爾附近的59号美国国道，全長共計367英里（591）。此州道在薩林縣境內有部分路段與135號州際公路共線，而在托皮卡境內也有部分路段與70號州際公路共線。

## 公路描述

### 堪薩斯州西部
4號堪薩斯州州道西端與賴斯縣境內的14號堪薩斯州州道之間路段大致與96號堪薩斯州州道平行。此公路西起斯科特縣農村地區內的83号美国国道，自此開始向東行進16英里（26）後抵達希利，接續向東行進6英里（9.7）後與23號堪薩斯州州道共線2英里（3.2）。接著4號堪薩斯州州道通過希爾茲、尤蒂卡、阿諾德和蘭瑟姆等地後與283號美國國道相交。4號堪薩斯州州道通過布勞內爾後與147號堪薩斯州州道（K-147）南端相交。接著4號堪薩斯州州道行進一段距離後路線轉往南北向，並且通過麥克拉肯；而再行進一段距離後路線轉回東西向，並且接續向東行進，隨後在拉什縣縣治拉克羅斯境內與183號美國國道相交。
4號堪薩斯州州道接著向東行進，並通過鄰近巴頓縣縣界的奧蒂斯。接著遇到281號美國國道的T字路口，並開始與其共線。4號堪薩斯州州道與281號美國國道共線行進後入境霍伊辛頓，之後在該城市境內與281號美國國道併出，接著向東行進並通過雷德溫和克拉夫林等地。4號堪薩斯州州道在克拉夫林東方有一座完整的部分苜蓿葉型交流道可與156號堪薩斯州州道銜接。4號堪薩斯州州道路旁有條舊171號堪薩斯州州道西線，可藉由此公路入境布什頓，接著越過弗雷德里克後與14號堪薩斯州州道相交。此公路通過傑納西奧北方後沿著賴斯縣／埃爾斯沃思縣縣界行進，之後全線入境埃爾斯沃思縣，行進不久與141號堪薩斯州州道南端相交。

### 堪薩斯州中部
4號堪薩斯州州道之後入境麥克弗森縣。在通往林兹堡市中心的路途中經過馬凱特北方，該地的第五大道（5th Avenue）曾是175號堪薩斯州州道（現已解編），而175號堪薩斯州州道的終點即位於4號堪薩斯州州道。4號堪薩斯州州道入境林兹堡後路線轉往南北向，隨後與舊81號美國國道商業線（US-81 Business）相交，之後從林兹堡出境並入境薩林縣。此公路接著向北行進，之後與135號州際公路／81号美国国道共線。4號堪薩斯州州道進入北上入口匝道（出口里程78英里）後併入州際公路系統，之後在出口里程82英里的交流道與州際公路系統併出。之後朝著往阿瑟瑞尔的公路向東行進，接著向北行進與104號堪薩斯州州道相交，相交後轉往東方行進。4號堪薩斯州州道之後陸續通過吉普瑟姆和卡爾頓，接著與15號堪薩斯州州道相交。之後向東行進至霍普後與43號堪薩斯州州道南端相交。
4號堪薩斯州州道之後行進至赫靈頓，並在該城市附近與218號堪薩斯州州道和77号美国国道等兩條南北向公路相交。4號堪薩斯州州道雖與同樣在赫靈頓附近的56号美国国道相距2英里（3公里），但實際上兩條公路並無相交。之後往東北方蜿蜒行進，並且通過拉蒂默。接著與149號堪薩斯州州道北端相交。4號堪薩斯州州道而後陸續通過懷特城和德懷特，接著與57號堪薩斯州州道南端相交。4號堪薩斯州州道之後與177號堪薩斯州州道共線1英里（1.609公里）後併出；行進14英里（23公里）後則與99號堪薩斯州州道共線10英里（16.09公里）後在埃斯克里奇境內併出。4號堪薩斯州州道接續通過多佛，而後在70號州際公路交流道（出口里程353英里）併入該州際公路。
70號州際公路與4號堪薩斯州州道（此處40号美国国道也與兩條公路共線）之後入境堪薩斯州的首府——托皮卡。下座交流道（出口里程355英里）可接470號州際公路，此時原本與470號州際公路共線的75号美国国道也加入共線的行列，所以總共有四條公路同時在此處共線。75号美国国道後來在出口里程358A英里的交流道併出。這三條同時共線的公路之後繞著托皮卡市中心行進。行進至位於托皮卡東部的交流道時，70號州際公路從4號堪薩斯州州道併出，並併入至堪薩斯州收費公路，不久40号美国国道從4號堪薩斯州州道併出。

### 托皮卡東方
4號堪薩斯州州道從70號州際公路和40号美国国道併出後降為超級二車道高速公路。下座交流道可接蘇厄德大道（Seward Avenue），可通往菲利普比爾德市立機場。之後4號堪薩斯州州道穿越堪萨斯河，並在下座交流道與24号美国国道共線，共線0.6英里後從24号美国国道併出並恢復成平面道路。
4號堪薩斯州州道之後彎過梅里登東南部（而245號堪薩斯州州道可從梅里登境內聯絡4號堪薩斯州州道）。後來在羅克克里克附近與92號堪薩斯州州道西端相交。之後在瓦利福爾斯地區與16號堪薩斯州州道相交並共線一小段距離。4號堪薩斯州州道後來朝東北方行進，並通過諾頓維爾正南方。最後在諾頓維爾東南方與59号美国国道相交，即是4號堪薩斯州州道的東端所在地。

## 替代線
4號堪薩斯州州道替代線（Alternate K-4）可通往諾頓維爾。自4號堪薩斯州州道起向北行進，並且通過諾頓維爾，之後轉往東向與159號美國國道共線。這兩條共線的公路同時轉往東方行進，不久在諾頓維爾東方與59号美国国道相交，而這裡同時也是這兩條公路的末端點。

## 歷史

### 原初路線
原初4號堪薩斯州州道的起點位在拉克羅斯境內的1號堪薩斯州州道（今183號美國國道）。當時的4號堪薩斯州州道自拉克羅斯開始，依照現今路線朝東行進到霍伊辛頓。過了霍伊辛頓後，4號堪薩斯州州道接續朝東行進到康瑟爾格羅夫，而該路段今屬於56号美国国道；之後沿著現已解編的路段行進，直至埃斯克里奇後再次以當今的路線接續行進。4號堪薩斯州州道於埃斯克里奇至托皮卡西方之間的路段與當今路線相同；然而行進至西南奧本路（SW Auburn Road）後路線轉往北向，不久在西南奧本路與西南第二十一街（SW 21st Street）路口轉往東向，之後沿著西南第二十一街行進至托皮卡。4號堪薩斯州州道於托皮卡大道（Topeka Boulevard）轉往北向，之後沿著街道從托皮卡出境。
從托皮卡出境後，4號堪薩斯州州道仍沿著托皮卡大道（Topeka Boulevard） 向北方行進，之後在肖尼縣／杰克逊县縣界南方的東北第八十二街（NE 82nd Street）交接，並朝東方行進，後來在梅里登東方的巴特勒路（Butler Road）與當今4號堪薩斯州州道交叉路口附近連結當今的路線。4號堪薩斯州州道在梅里登與瓦利福爾斯之間的路段並無依循當今的路線行進。當時在羅克克里克境內路線為沿著羅克克里克路（Rock Creek Rd）行進，而非當今直接繞過羅克克里克。4號堪薩斯州州道沿著羅克克里克路向北行進，並與第114街（114th Street）交接後朝東方行進。4號堪薩斯州州道至此處開始接續朝東方行進，直到迪凱特路（Decatur Rd）路口時路線轉往北向；接續向北行進，直到第134街（134th Street）路口時路線轉往東向；接續向東行進，直到愛德華茲路（Edwards Rd）路口時路線再次轉往北向；接續向北行進，直到第142街（142nd Street）路口時路線再次轉往東向。
過了瓦利福爾斯後，4號堪薩斯州州道沿著第162街（162nd Street）向東行進，之後與今日的16號堪薩斯州州道共線，並且共同行進至歐塞奇路（Osage Road）路口。當時4號堪薩斯州州道與16號堪薩斯州州道共同沿著歐塞奇路行進至諾頓維爾後，再沿著今日的159號美國國道和116號堪薩斯州州道行進至卡明斯。4號堪薩斯州州道和16號堪薩斯州州道在卡明斯與艾奇逊之間蜿蜒越過數條道路，並且圍繞當今59号美国国道的路線，之後在艾奇逊正西方接今日的59号美国国道。後來16號堪薩斯州州道在艾奇逊境內從4號堪薩斯州州道併出，並沿著今日的7號堪薩斯州州道行進，而4號堪薩斯州州道則沿著今日的59号美国国道行進，一直到密蘇里州州界為止。
4號堪薩斯州州道在斯科特城至拉克羅斯之間的路段已納編為52號堪薩斯州州道。赫靈頓至埃斯克里奇，以及托皮卡至梅里登之間的路段現已解編。

## 主要接點
里程誤差：1.2英里
| 斯科特縣                                   |              | 0.0                    | 0.0                    |                                  | 83號美國國道                                                           | 公路西端                                                                      |              |              |
| 雷恩縣                                     |              | 21.7                   | 34.9                   | 23號堪薩斯州州道 北上            | 與23號堪薩斯州州道共線起點                                             |                                                                               |              |              |
| 雷恩縣                                     |              | 23.7                   | 38.1                   | 23號堪薩斯州州道 南下            | 與23號堪薩斯州州道共線終點                                             |                                                                               |              |              |
| 內斯縣                                     | 蘭瑟姆       | 54.9                   | 88.4                   | 283號美國國道                    |                                                                        |                                                                               |              |              |
| 內斯縣                                     |              | 61.1                   | 98.3                   | 147號堪薩斯州州道                | 147號堪薩斯州州道南端                                                  |                                                                               |              |              |
| 拉什縣                                     | 拉克羅斯     | 93.4                   | 150.3                  | 183號美國國道                    |                                                                        |                                                                               |              |              |
| 巴頓縣                                     |              | 118.4                  | 190.5                  | 281號美國國道 北上               | 與281號美國國道共線起點                                                |                                                                               |              |              |
| 巴頓縣                                     | 霍伊辛頓     | 123.1                  | 198.1                  | 281號美國國道 南下               | 與281號美國國道共線終點                                                |                                                                               |              |              |
| 巴頓縣                                     |              | 137.8                  | 221.8                  | 156號堪薩斯州州道                | 苜蓿葉型交流道                                                         |                                                                               |              |              |
| 賴斯縣                                     |              | 141.0                  | 226.9                  | 舊171號堪薩斯州州道西線          | 舊171號堪薩斯州州道西線北端                                            |                                                                               |              |              |
| 賴斯縣                                     | 基尼西奧     | 154.4                  | 248.5                  | 14號堪薩斯州州道                 |                                                                        |                                                                               |              |              |
| 埃爾斯沃思縣                               |              | 169.2                  | 272.3                  | 141號堪薩斯州州道                | 141號堪薩斯州州道南端                                                  |                                                                               |              |              |
| 麥克弗森縣                                 | 無主要交會點 | 無主要交會點           | 無主要交會點           | 無主要交會點                     | 無主要交會點                                                           | 無主要交會點                                                                  | 無主要交會點 | 無主要交會點 |
| 薩林縣                                     |              | 190.2                  | 306.1                  |                                  | 135號州際公路／81號美國國道 南下                                       | 135號州際公路之出口里程為78英里 與135號州際公路／81號美國國道共線起點           |              |              |
| 薩林縣                                     | 阿瑟瑞爾     | 194.2                  | 312.5                  | 135號州際公路／81號美國國道 北上 | 135號州際公路之出口里程為82英里 與135號州際公路／81號美國國道共線終點    |                                                                               |              |              |
| 薩林縣                                     |              | 196.7                  | 316.6                  |                                  | 104號堪薩斯州州道                                                      | 104號堪薩斯州州道南端                                                         |              |              |
| 迪金森县                                   | 埃爾莫       | 219.6                  | 353.4                  | 15號堪薩斯州州道                 |                                                                        |                                                                               |              |              |
| 迪金森县                                   | 霍普         | 228.6                  | 367.9                  | 43號堪薩斯州州道                 | 43號堪薩斯州州道南端                                                   |                                                                               |              |              |
| 迪金森县                                   | 赫靈頓       | 234.4                  | 377.2                  | 218號堪薩斯州州道                | 218號堪薩斯州州道北端                                                  |                                                                               |              |              |
| 摩里斯縣                                   | 赫靈頓       | 236.4                  | 380.4                  | 77號美國國道                     |                                                                        |                                                                               |              |              |
| 摩里斯縣                                   |              | 248.9                  | 400.6                  | 149號堪薩斯州州道                |                                                                        |                                                                               |              |              |
| 摩里斯縣                                   | 德懷特       | 263.7                  | 424.4                  | 57號堪薩斯州州道                 | 57號堪薩斯州州道南端                                                   |                                                                               |              |              |
| 摩里斯縣                                   |              | 268.7                  | 432.4                  | 177號堪薩斯州州道 南下           | 與177號堪薩斯州州道共線起點                                            |                                                                               |              |              |
| 摩里斯縣                                   |              | 269.7                  | 434.0                  | 177號堪薩斯州州道 北上           | 與177號堪薩斯州州道共線終點                                            |                                                                               |              |              |
| 沃邦西縣                                   |              | 283.5                  | 456.2                  | 99號堪薩斯州州道 北上            | 與99號堪薩斯州州道共線起點                                             |                                                                               |              |              |
| 沃邦西縣                                   | 埃斯克里奇   | 293.6                  | 472.5                  | 99號堪薩斯州州道 南下            | 與99號堪薩斯州州道共線終點                                             |                                                                               |              |              |
| 肖尼縣                                     |              | 321.0                  | 516.6                  | 70號州際公路／40號美國國道 西向  | 70號州際公路之出口里程為353英里 與70號州際公路／40號美國國道共線起點     |                                                                               |              |              |
| 肖尼縣                                     | 托皮卡       |                        |                        | 355                              | 470號州際公路 東向／75號美國國道 南下                                  | 與75號美國國道共線起點 470號州際公路西端 與70號州際公路／40號美國國道接續共線 |              |              |
| 肖尼縣                                     | 托皮卡       |                        |                        | 356                              | 沃納梅克路（Wanamaker Road）                                           |                                                                               |              |              |
| 肖尼縣                                     | 托皮卡       |                        |                        | 357A                             | 費爾勞恩路（Fairlawn Road）                                            |                                                                               |              |              |
| 肖尼縣                                     | 托皮卡       |                        |                        | 357B                             | 丹伯里巷（Danbury Lane）                                               | 僅西向出口                                                                    |              |              |
| 肖尼縣                                     | 托皮卡       |                        |                        | 358A                             | 75號美國國道 北上                                                      | 與75號美國國道共線終點                                                        |              |              |
| 肖尼縣                                     | 托皮卡       |                        |                        | 358B                             | 蓋奇大道（Gage Boulevard）                                             |                                                                               |              |              |
| 肖尼縣                                     | 托皮卡       |                        |                        | 359                              | 麥克維卡大道（MacVicar Avenue）                                        |                                                                               |              |              |
| 肖尼縣                                     | 托皮卡       |                        |                        | 361A                             | 第一大道（1st Avenue）                                                 | 可接托皮卡大道（Topeka Boulevard） 僅東出西入                                 |              |              |
| 肖尼縣                                     | 托皮卡       |                        |                        | 361B                             | 第三街（3rd Street）、門羅街（Monroe Street）                          | 僅東出西入                                                                    |              |              |
| 肖尼縣                                     | 托皮卡       |                        |                        | 362A                             | 第四街（4th Street）                                                   | 僅西出東入                                                                    |              |              |
| 肖尼縣                                     | 托皮卡       |                        |                        | 362B                             | 第八大道（8th Avenue）                                                 |                                                                               |              |              |
| 肖尼縣                                     | 托皮卡       |                        |                        | 362C                             | 第十大道（10th Avenue）、麥迪遜街（Madison Street）                    | 僅西出東入                                                                    |              |              |
| 肖尼縣                                     | 托皮卡       |                        |                        | 363                              | 亞當斯街（Adams Street）、布蘭納公路（Branner Trafficway）             |                                                                               |              |              |
| 肖尼縣                                     | 托皮卡       |                        |                        | 364A                             | 加利福尼亞大道（California Avenue）                                    |                                                                               |              |              |
| 肖尼縣                                     | 托皮卡       |                        |                        | 364B                             | 卡納漢大道（Carnahan Avenue）、迪爾克里克公路（Deer Creek Trafficway） |                                                                               |              |              |
| 肖尼縣                                     | 托皮卡       |                        |                        | 365                              | 賴斯路（Rice Road）                                                    |                                                                               |              |              |
| 肖尼縣                                     | 托皮卡       | 333.6                  | 536.9                  | —                                | 70號州際公路／堪薩斯州收費公路 東向                                    | 70號州際公路之出口里程為366英里 與70號州際公路共線終點                          |              |              |
| 肖尼縣                                     | 托皮卡       | 超級二車道高速公路西端 |                        |                                  |                                                                        |                                                                               |              |              |
| 肖尼縣                                     | 托皮卡       | 334.9                  | 539.0                  | —                                | 40號美國國道 東向                                                      | 與40號美國國道共線終點                                                        |              |              |
| 肖尼縣                                     | 托皮卡       | 336.0                  | 540.7                  | —                                | 蘇厄德大道（Seward Avenue）                                            |                                                                               |              |              |
| 肖尼縣                                     |              | 338.2                  | 544.3                  | —                                | 24號美國國道 西向                                                      | 與24號美國國道共線起點                                                        |              |              |
| 肖尼縣                                     |              | 338.8                  | 545.2                  | —                                | 24號美國國道 東向                                                      | 鑽石型交流道、與24號美國國道共線終點                                          |              |              |
| 肖尼縣                                     |              |                        | 超級二車道高速公路東端 |                                  |                                                                        |                                                                               |              |              |
| 傑佛遜縣                                   | 梅里登       | 345.5                  | 556.0                  |                                  | 245號堪薩斯州州道                                                      | 245號堪薩斯州州道南端                                                         |              |              |
| 傑佛遜縣                                   |              | 350.0                  | 563.3                  | 92號堪薩斯州州道                 | 92號堪薩斯州州道西端                                                   |                                                                               |              |              |
| 傑佛遜縣                                   | 瓦利福爾斯   | 359.4                  | 578.4                  | 16號堪薩斯州州道 西向            | 與16號堪薩斯州州道共線起點                                             |                                                                               |              |              |
| 傑佛遜縣                                   | 瓦利福爾斯   | 360.2                  | 579.7                  | 16號堪薩斯州州道 東向            | 與16號堪薩斯州州道共線終點                                             |                                                                               |              |              |
| 傑佛遜縣                                   | 諾頓維爾     | 367                    | 591                    | 59號美國國道                     | 公路東端                                                               |                                                                               |              |              |
| 1.000英里＝1.609公里；1.000公里＝0.621英里 |              |                        |                        |                                  |                                                                        |                                                                               |              |              |

## 外部連結
- K-4 at Route56.com